# Хубер, Конрад
Конрад Валентин Хубер (фин. Konrad Walentin Huber; 4 ноября 1892 — 4 декабря 1960) — финский стрелок, призёр Олимпийских игр. Младший брат стрелка Роберта Хубера.

## Биография
Родился в 1892 году в Гельсингфорсе, Великое княжество Финляндское. В 1924 году на Олимпийских играх в Париже он завоевал серебряную медаль в трапе в личном первенстве, и бронзовую — в командном. В 1952 году он принял участие в Олимпийских играх в Хельсинки, но на этот раз стал в личном первенстве в трапе лишь 5-м.